# 사요코 (패션 모델)
사요코(일본어: 咲世子, 1990년 7월 4일 ~ )는 일본의 배우, 모델, 탤런트이다.